# Assan Ceesay
Assan Ceesay (Banjul, 1994. március 17. –) gambiai válogatott labdarúgó, a szaúd-arábiai Damak csatárja.

## Pályafutása

### Klubcsapatokban
Assan Ceesay a gambiai Banjul városában született. 
A pályafutását a Gamtel FC-nél kezdte. 2014-ben átigazolt a szintén gambiai Casa Sportshoz, ahol két évig játszott. 2016-ban a svájci első osztályban szereplő Lugano szerződtette le. Először a 2016. július 23-ai, Luzern elleni mérkőzésen lépett pályára, ahol meg szerezte első gólját is a klub színeiben. A 2017–18-as szezonban kölcsönjátékosként a Chiassonál szerepelt. 2018. augusztus 30-án négy éves szerződést kötött a Zürich együttesével. 2020-ban egy fél idényt a 2. Bundesligaban szereplő VfL Osnabrückben játszott. A 2021. október 3-án, a Sion ellen hazai pályán 6–2-re megnyert mérkőzésen mesternégyest lőtt.
2022. július 1-jén a Serie A-ba újonnan feljutó Lecce csapatához szerződött a következő két szezonra. 2022. augusztus 13-án, az Inter Milan ellen 2–1-re elvesztett bajnokin debütált és egyben meg is szerezte első gólját a klub színeiben.

### A válogatottban
Assan Ceesay 2016 óta a Gambiai labdarúgó-válogatott tagja, ahol eddig 23 mérkőzésen lépett pályára és 11 gólt lőtt. Először a 2015. június 9-ei, Uganda elleni mérkőzésen lépett pályára. Első gólját a 2018. március 23-ai, Közép-Aftikai Köztársaság elleni találkozón szerezte. Ceesay a 2019. november 13-ai, az angolai válogatott ellen 3–1-re megnyert mérkőzésen duplázott.

## Statisztika
2022. szeptember 16. szerint.
| Klub                       | Szezon   | Bajnokság              | Bajnokság | Bajnokság | Kupa  | Kupa  | Nemzetközi | Nemzetközi | Összesen | Összesen |
| Klub                       | Szezon   | Bajnokság              | Mérk.     | Gólok     | Mérk. | Gólok | Mérk.      | Gólok      | Mérk.    | Gólok    |
| -------------------------- | -------- | ---------------------- | --------- | --------- | ----- | ----- | ---------- | ---------- | -------- | -------- |
| Lugano                     | 2016–17  | Swiss Super League     | 12        | 1         | 2     | 1     | —          | —          | 14       | 2        |
| Lugano                     | 2018–19  | Swiss Super League     | 5         | 2         | 1     | 2     | —          | —          | 6        | 4        |
| Lugano                     | Összesen | Összesen               | 17        | 3         | 3     | 3     | 0          | 0          | 20       | 6        |
| Chiasso (kölcsönben)       | 2017–18  | Swiss Challenge League | 31        | 8         | 0     | 0     | —          | —          | 31       | 8        |
| Zürich                     | 2018–19  | Swiss Super League     | 22        | 3         | 3     | 2     | 5          | 0          | 30       | 5        |
| Zürich                     | 2019–20  | Swiss Super League     | 12        | 1         | 3     | 0     | 0          | 0          | 15       | 1        |
| Zürich                     | 2020–21  | Swiss Super League     | 32        | 2         | 1     | 2     | 0          | 0          | 33       | 4        |
| Zürich                     | 2021–22  | Swiss Super League     | 33        | 20        | 3     | 2     | 0          | 0          | 36       | 22       |
| Zürich                     | Összesen | Összesen               | 99        | 26        | 10    | 6     | 5          | 0          | 114      | 32       |
| VfL Osnabrück (kölcsönben) | 2019–20  | 2. Bundesliga          | 11        | 1         | 0     | 0     | —          | —          | 11       | 1        |
| Lecce                      | 2022–23  | Serie A                | 7         | 2         | 1     | 0     | 0          | 0          | 8        | 2        |
| Összesen                   | Összesen | Összesen               | 165       | 40        | 14    | 9     | 5          | 0          | 184      | 49       |

### A válogatottban

#### Góljai a válogatottban
| #  | Dátum                | Helyszín                                          | Ellenfél                  | Gólok | Eredmény | Kiírás                                    |
| -- | -------------------- | ------------------------------------------------- | ------------------------- | ----- | -------- | ----------------------------------------- |
| 1  | 2018. március 23.    | Independence Stadium, Bakau, Gambia               | Közép-afrikai Köztársaság | 1–0   | 1–1      | barátságos mérkőzés                       |
| 2  | 2018. szeptember 8.  | Independence Stadium, Bakau, Gambia               | Algéria                   | 1–1   | 1–1      | 2019-es Afrikai Nemzetek Kupája selejtező |
| 3  | 2018. október 12.    | Stade Général Eyadema, Lomé, Togo                 | Togo                      | 1–0   | 1–1      | 2019-es Afrikai Nemzetek Kupája selejtező |
| 4  | 2019. szeptember 10. | Estádio 11 de Novembro, Luanda, Angola            | Angola                    | 1–1   | 1–2      | 2022-es VB-selejtező                      |
| 5  | 2019. november 13.   | Estádio 11 de Novembro, Luanda, Angola            | Angola                    | 1–1   | 3–1      | 2021-es Afrikai Nemzetek Kupája selejtező |
| 6  | 2019. november 13.   | Estádio 11 de Novembro, Luanda, Angola            | Angola                    | 2–1   | 3–1      | 2021-es Afrikai Nemzetek Kupája selejtező |
| 7  | 2020. október 9.     | Estádio Municipal Bela Vista, Parchal, Portugália | Kongó                     | 1–0   | 1–0      | barátságos mérkőzés                       |
| 8  | 2021. március 25.    | Independence Stadium, Bakau, Gambia               | Angola                    | 1–0   | 1–0      | 2021-es Afrikai Nemzetek Kupája selejtező |
| 9  | 2021. október 9.     | Stade El Abdi, El Jadida, Marokkó                 | Sierra Leone              | 1–0   | 1–2      | barátságos mérkőzés                       |
| 10 | 2021. október 12.    | Stade El Abdi, El Jadida, Marokkó                 | Dél-Szudán                | 1–0   | 2–1      | barátságos mérkőzés                       |
| 11 | 2021. október 12.    | Stade El Abdi, El Jadida, Marokkó                 | Dél-Szudán                | 2–0   | 2–1      | barátságos mérkőzés                       |
| 12 | 2022. március 29.    | Stade Adrar, Agadir, Marokkó                      | Csád                      | 1–1   | 2–2      | 2023-as Afrikai Nemzetek Kupája selejtező |
| 13 | 2022. március 29.    | Stade Adrar, Agadir, Marokkó                      | Csád                      | 2–1   | 2–2      | 2023-as Afrikai Nemzetek Kupája selejtező |

## Sikerei, díjai
Zürich
- Swiss Super League
  - Bajnok (1): 2021–22